# Манчестърски компютри
Манчестърските компютри са серия от новаторски електронни програмируеми компютри разработени в период от тридесет години между  1947 и 1977 от колектив на Манчестърския университет, ръководен от Том Килбърн (Tom Kilburn). Сред тях са първият програмируем електронен компютър, първият компютър на транзистори и най-бързият за времето си компютър за 1962.
При започването на проекта са поставени две цели: да се докаже приложимостта на Williams tube, ранна форма на компютърна оперативна памет изградена от електроннолъчеви тръби и да се конструира машина, с която да се установи как компютрите могат да спомогнат за решаването на математически задачи. Първата машина от серията е Манчестърската дребномащабна експериментална машина, която стартира първата си компютърна програма на 21 юни 1948. Тази машина, която е първият компютър със записана в паметта програма, както и следващата машина Manchester Mark 1, бързо привличат вниманието на английското правителство и то ангажира фирмата Феранти да произведе търговски вариант на компютъра. Резултатът е Ferranti Mark 1, първият в света компютър с общо предназначение, предлаган на пазара.
Сътрудничеството с Феранти води до партньорство с компютърната фирма ICL, която прилага на практика много от идеите, развити от университета, особено в компютрите си от серията 2900, разработени през 70-те години.

## Хронология
| Година | Университетски прототип                                                                            | Година | Търговски продукт     |
| ------ | -------------------------------------------------------------------------------------------------- | ------ | --------------------- |
| 1948   | Манчестърска дребномащабна експериментална машина, с прякор „Baby“, еволюирала в Manchester Mark 1 | 1951   | Ferranti Mark 1       |
| 1953   | Транзисторен компютър                                                                              | 1956   | Metrovick 950         |
| 1954   | Manchester Mark II с прякор „Meg“                                                                  | 1957   | Ferranti Mercury      |
| 1959   | Muse                                                                                               | 1962   | Ferranti Atlas, Titan |
| 1974   | MU5                                                                                                | 1974   | ICL 2900 Series       |